# شهرستان الشغادره
ناحیهٔ الشغادره (به عربی: مدیریة الشغادرة) یک ناحیه در یمن است که در استان حجه واقع شده‌است. شهرستان الشغادره ۴۸٬۷۴۶ نفر جمعیت دارد.